# Подлесная (Марий Эл)
 Подлесная  — деревня в Юринском районе Республики Марий Эл. Входит в Быковское сельское поселение.

## География
Находится в юго-западной части республики Марий Эл на левобережье Волги на расстоянии менее 5 км по прямой на северо-запад от районного центра посёлка Юрино.

## История
Основана в начале XIX века ссыльными крестьянами из Пермской губернии и переселенцами из Липовки и Майдана. В 1896 году население составляло 245 человек, которые проживали в 43 домах. В советское время работали колхозы «Красный сноп», им. Ленина и совхоз «Юринский». В 1933 году в деревне было 365 жителей, все русские, в 1940 году — 365 жителей. В 1974 году в деревне насчитывалось 47 домохозяйств с населением 113 жителей, в 1980 году — 173 жителя.

## Население
В 2002 году население составляло 94 человека (русские 93 %) , в 2010 — 90 человек.